# 花原照子
花原 照子（はなはら てるこ、1927年12月25日 - ）は、東京都出身の日本の女優。身長152 cm。体重48 kg。かつては宝井プロジェクトに所属していた。

## 略歴
東京都立竹台高等学校中退。

## 人物
特技は東北弁、長唄、水泳、三味線。

## 出演

### 映画
- 「バカヤロー!4 YOU! お前のことだよ」（1991年9月14日）
- 「金色のクジラ」（1996年10月12日） - 橋田みつ 役
- 「大怪獣東京に現わる」（1998年9月26日） - 田所ハツ 役
- 「長崎ぶらぶら節」（2000年9月15日） - 子守唄を歌う老女 役
- 「岸和田少年愚連隊 カオルちゃん最強伝説 EPISODE-2 ロシアより愛をこめて」（2002年） - 漁村の老婆 役
- 「仄暗い水の底から」（2002年1月19日） - 犬を連れた老姉妹 役
- 「六月の蛇」（2003年5月24日） - 重彦の母 役
- 「ROCKERS」（2003年9月27日） - 三味線でオーディション 役
- 「インストール」（2004年12月25日） - 朝子の祖母 役
- 「天使が降りた日」（2005年3月5日） - 奇妙な老女 役
- 「日本沈没」（2006年7月15日） - 日沼静子 役
- 「ケータイ刑事 THE MOVIE2 石川五右衛門一族の陰謀〜決闘!ゴルゴダの森」（2007年3月10日） - とめばあちゃん 役
- 「マリと子犬の物語」（2007年12月8日） - 本間初枝 役
- 「GOEMON」（2009年3月19日） - 五右衛門の祖母 役
- 「のんちゃんのり弁」（2009年9月26日） - 川口建夫の祖母 役
- 「テルマエ・ロマエ」（2012年4月28日） - 番台のおばさん 役

### テレビドラマ

#### NHK
- 大河ドラマ
  - 「春の波涛」第18話（1985年5月5日） - 老妓 役
  - 「いのち」第17話（1986年4月27日） - スエ 役
  - 「翔ぶが如く」第15話（1990年4月22日） - 奄美大島の女 役
- 「宝引の辰捕者帳」（1995年3月31日 - 8月18日） - お吉 役
- 「さわやか3組」（NHK教育テレビジョン）
  - 「さわやか3組 神奈川県小田原市編」（1997年4月9日 - 1998年3月12日）
  - 「さわやか3組 栃木県足利市編」第12話（2001年10月31日）
- 連続テレビ小説
  - 「すずらん」（1999年4月5日 - 10月2日） - 大家さん 役
  - 「ファイト」第98話（2005年7月19日）
  - 「純情きらり」第67話 - 第70話（2006年6月19日 - 6月22日） - ヨシ 役
  - 「つばさ」第127話・第137話・第151話（2009年8月24日・9月4日・9月21日） - トメさん 役
- 「虹色定期便」（1999年4月7日 - 2000年4月7日、NHK教育テレビジョン）
- 「昨日の敵は今日の友」第3話・第5話・最終話（2000年1月19日・2月2日・2月9日）
- 「ズッコケ三人組3」第4話（2001年4月28日、NHK教育テレビジョン）
- 「母恋ひの記～谷崎潤一郎「少将滋幹の母」より～」（2008年12月13日）
- 「桂ちづる診察日録」第6話（2010年10月9日） - 蜂谷の母 役
- 「時々迷々」第14話（2010年11月24日、NHK教育テレビジョン）
- 「神様の女房」第1話（2011年10月1日） - 井植トメ 役

#### 日本テレビ
- 「剣と風と子守唄」第7話（1975年5月13日）
- 「俺たちの勲章」第12話（1975年7月9日）
- 大都会シリーズ
  - 「大都会 闘いの日々」（1976年1月6日 - 8月3日）
  - 「大都会 PARTII」第20話（1977年8月16日） - アパート管理人 役
  - 「大都会 PARTIII」
    - 第31話「マイナス18度の恐怖」（1979年5月8日）
    - 第35話「野獣狩り」（1979年6月5日）
- 「大追跡」第24話（1978年9月12日）
- 「太陽にほえろ!」第339話（1979年1月26日）
- 「私はタフな女」第7話・第8話（1981年6月5日・6月12日）
- 「春姿ふたり鼠小僧」（1982年4月6日）
- 火曜サスペンス劇場
  - 「間違えられた女」（1986年7月15日）
  - 「浅見光彦ミステリー」第2作（1987年12月1日） - 藤田 役
  - 「みのもんたの人生相談デカ〜おもいッきりTV殺人事件〜」（2002年10月1日）
  - 「監察医・室生亜季子」第33作（2003年7月8日） - 米山 役
  - 「眠らない電話」（2003年11月18日）
- 「あぶない刑事」第28話（1987年4月19日） - アパート管理人 役
- 「あきれた刑事」第15話（1988年2月3日） - 銭湯番台おばちゃん 役 ※荏原照子と誤記
- 水曜グランドロマン「弟よ！」（1990年7月4日）
- 木曜スペシャル「Mr.MARIC PRESENTS～サイキックシアター～」（1990年10月4日）
- 「ポケベルが鳴らなくて」第9話（1993年8月28日）
- 「竜馬におまかせ!」（1996年4月10日 - 6月26日） - 梅 役
- 「金田一少年の事件簿」第6話（1995年9月2日） - ウメ 役
- 「D×D」第4話（1997年7月26日）
- 「世紀末の詩」第7話（1998年11月25日）
- 「新宿暴走救急隊」（2000年10月14日 - 12月16日） - 老婆 役
- 「探偵家族」第1話 - 第4話・第6話 - 第8話・最終話（2002年7月13日 - 8月3日・8月24日 - 9月7日・9月14日） - 田中千賀子 役
- 「メッセージ〜言葉が裏切っていく〜」第5話（2003年2月10日）
- 「一番大切な人は誰ですか?」第1話（2004年10月13日）

#### TBS
- 「江戸を斬るIV」第22話（1979年7月9日） - 長屋の女房 役
- 「下町の空」（1981年3月2日 - 5月1日）
- 「同・級・生は七変化」（1989年9月25日 - 9月28日）
- 月曜ドラマスペシャル
  - 「演歌・唱太郎の人情事件日誌」第2作（1997年1月20日） - 老婆 役
  - 「門脇葬儀店・本日も御愁傷様」（2000年11月13日） - 佳枝の祖母 役
- 「WHO!?」（1997年9月1日 - 10月31日） - 大福サダ 役
- 「独身生活」第6話（1999年8月13日）
- 「あっとほーむ」第16話・第52話・第56話 - 第58話（2000年4月10日・5月30日・6月5日 - 6月7日）
- 「教習所物語」第4話（2000年11月10日）
- 「オヤジぃ。」第8話（2000年11月26日）
- 「天国に一番近い男 教師編」第8話（2001年6月1日） - 雛子の祖母 役
- 「ハンドク!!!」第4話（2001年10月31日）
- 「木更津キャッツアイ」第2話（2002年1月25日） - タバコ屋の老婆 役
- 「温泉へ行こう3」第34話（2002年3月15日） - 飯野ヨネ 役
- 「こちら本池上署 第2シリーズ」第1話（2003年4月14日）
- 「ダンシングライフ」第9話（2003年5月15日）
- 「高原へいらっしゃい」第2話（2003年7月10日）
- 「ほーむめーかー」第23話（2004年5月26日）
- 「すずがくれた音」第11話・第12話・第24話・第25話（2004年9月20日・9月21日・10月7日・10月8日）
- 「日本のこわい夜」（2004年9月22日）
- 「タイガー&ドラゴン」（2005年1月9日） - メグミの祖母 役
- 「ペットシッター沢口華子の事件簿」（2005年11月9日）
- 「ケータイ刑事 銭形雷」第25話・最終話（2006年6月17日・6月24日） - 橋口礼子 役
- 「松本清張ドラマスペシャル 波の塔」（2006年12月27日）
- 「きらきら研修医」第6話（2007年2月15日）
- 月曜ゴールデン「弁護士 一之瀬凛子」第1作（2008年6月30日） - 石川 役
- 「ぼくの妹」第1話（2009年4月19日） - 老婆 役
- 「小公女セイラ」第5話（2009年11月14日） - 三浦孝子 役
- 「父よ、あなたはえらかった〜1969年のオヤジと僕」（2009年11月16日）
- 「新参者」第5話（2010年5月16日） - 松本かよ 役
- 「ドラマ特別企画2011・帰郷」（2011年12月23日）

#### フジテレビ
- 「大捜査線」第18話（1980年5月29日）
- 「旅がらす事件帖」第19話（1981年2月10日） - つね 役
- 「同心暁蘭之介」第26話（1982年4月15日）
- 「暁に斬る!」第16話（1983年1月18日）
- 木曜ドラマストリート「心はロンリー気持ちは「…」」第4作（1986年9月25日）
- 男と女のミステリー → 金曜エンタテイメント
  - 「街」第1作（1989年4月21日）
  - 「白線流し 二十歳の風」（1999年1月15日）
  - 「温泉名物女将!湯の町事件簿」第2作（2002年5月24日） - 食堂の女将 役
  - 「女ざかり!!区役所の名探偵」第3作（2002年9月13日） - 一人暮らしの婦人 役
- 「奇妙な出来事」第10話（1990年1月8日）
- 世にも奇妙な物語
  - 「猿の手様」（1990年6月28日）
  - 「モルモット」（1991年2月28日）
  - 「朝まで生殺人」（1991年4月4日）
- 「いしいひさいちのなんなんだ!?」（1990年9月10日 - 9月14日）
- 「平成カラオケの乱」第1話 - 最終話（1990年10月8日 - 10月12日）
- 「パチンコ風雲録」（1990年12月17日 - 12月21日）
- 「輝く季節の中で」第6話（1995年5月25日）
- 「バージンロード」第9話・最終話（1997年3月3日・3月17日）
- 「ギフト」第4話（1997年5月7日） - 入院患者 役
- 「イヴ 〜 Santaclaus Dreaming 〜」第4話（1997年11月6日）
- 「眠れる森 A Sleeping Forest」第1話（1998年10月8日） - 「かめや」のおばさん
- 「美少女H2」第1話（1998年10月12日） - 井上吉江 役
- 「傷だらけの女」第7話（1999年5月25日）
- 「アフリカの夜」最終話（1999年6月24日） - みずほの母 役
- 「花村大介」第5話（2000年8月1日） - 佳代 役
- 「女子アナ。」第1話（2001年1月9日）
- 「ムコ殿」第8話（2001年5月31日） - マッサージ師 役
- 「ウエディングプランナー SWEET デリバリー」第1話（2002年4月10日）
- 「ビッグマネー!〜浮世の沙汰は株しだい〜」第7話・第8話（2002年5月23日・5月30日） - 木本八重 役
- 「ランチの女王」第5話・第9話（2002年7月29日・8月26日） - 塩見葱代 役
- 「僕の生きる道」第1話（2003年1月7日）
- 「クニミツの政」第2話（2003年7月8日） - 米子ばあちゃん 役
- 「ビギナー」第1話（2003年10月6日） - 羽佐間のバッチャン 役
- 「FIRE BOYS 〜め組の大吾〜」第1話・第2話・第4話 - 第7話・第9話 - 最終話（2004年1月6日・1月13日・1月27日 - 2月17日・3月2日 - 3月16日） - 朝比奈ハツ 役
- 「ハングリーキッド」第1話（2004年7月5日）
- 「人間の証明」第4話（2004年7月29日） - フサ 役
- 「救命病棟24時 第3シリーズ」第5話・第6話（2005年2月8日・2月15日）
- ほんとにあった怖い話「季節はずれの贈り物」（2005年3月7日） - 若菜よしこの祖母 役[3]
- 「がんばっていきまっしょい」第1話 - 最終話（2005年7月5日 - 9月13日） - 篠村キヌ 役
- 「電車男」第1話（2005年7月7日）
- 「結婚披露宴〜人生最悪の3時間〜」第1話 - 最終話（2007年1月10日 - 3月21日） - 和久井タネ 役
- 「東京タワー 〜オカンとボクと、時々、オトン〜」第3話（2007年1月22日）
- 「永遠の1.8秒」（2007年2月12日） - はるかの祖母 役
- 「まるまるちびまる子ちゃん」第29話（2008年2月7日）
- 「Room Of King」第6話（2008年11月8日）
- 「婚カツ!」第2話（2009年4月27日） - 邦之の祖母 役
- 「任侠ヘルパー」第1話（2009年7月9日） - 田島幸子 役
- 「東京リトル・ラブ」第2話（2010年4月28日）

#### テレビ朝日
- 「特別機動捜査隊」
  - 第430話「明日からはひとり」（1970年1月28日） - 千鶴 役
  - 第440話「真実に生きる」（1970年4月8日） - きく 役
  - 第455話「金髪と口紅」（1970年7月22日） - 孝子 役
  - 第458話「白い心の旅路」（1970年8月12日） - 千鶴子 役
  - 第512話「高倉主任誕生」（1971年8月25日） - 杉夫人 役
  - 第591話「失われた乳房」（1972年2月28日） - 主婦 役
  - 第696話「ある女教師の場合」（1975年3月12日） - おばさん 役
  - 第711話「ある幻想の女」（1975年6月25日） - 知子 役
  - 第733話「銭湯ブルース」（1975年11月26日） - 勝子 役
  - 第758話「愛情の海」（1976年5月26日） - 管理人 役
  - 第763話「逆光線の女」（1976年6月30日） - 団地の主婦 役
  - 第772話「妻と愛人のメロディー」（1976年9月8日） - 岡田夫人 役
  - 第776話「地獄舞」（1976年10月6日） - お定 役
  - 第793話「季節労働者哀歌」（1977年2月2日） - おかみ 役
  - 最終話「浮気の報酬」（1977年3月30日） - 芸者 役
- 「新・荒野の素浪人」第7話（1974年2月12日） - 女将 役
- 「破れ傘刀舟悪人狩り」
  - 第2話「鉄砲傷が呼んでいる」（1974年10月8日） - おかね 役
  - 第19話「浦賀沖波高し」（1975年2月4日）
  - 第29話「白の恐怖」（1975年4月15日）
  - 第31話「仇討ち馬子唄」（1975年4月29日）
  - 第48話「華麗なる復讐」（1975年8月26日）
  - 第62話「許されざる愛」（1975年12月2日）
  - 第78話「呪われた愛」（1976年3月23日） - お国 役
  - 第79話「生き胴斬り千両」（1976年3月30日） - お六 役
  - 第93話「大江戸の黒い霧」（1976年7月6日） - おまき 役
  - 第96話「怒濤佐渡の嵐（前編）」（1976年7月27日） - おかね 役
  - 第97話「怒濤佐渡の嵐（後編）」（1976年8月3日） - おかね 役
  - 第103話「怪談赤いろうそく」（1976年9月14日）
  - 第109話「地獄のひまわり」（1976年10月26日）
  - 第116話「炎のきずあと」（1976年12月14日） - おかつ 役
  - 第122話「凧と十手とにごり酒」（1977年1月25日）
  - 最終話「さらば刀舟江戸の街」（1977年3月29日）
- 「破れ奉行」第5話（1977年5月3日） - 長屋の女 役
- 「達磨大助事件帳」第22話（1978年3月16日）
- 「特捜最前線」
  - 第35話「乳児誘拐・消えた女の顔」（1977年11月30日）
  - 第57話「改造拳銃・失われたロック!」（1978年5月3日）
  - 第93話「頭蓋骨を愛した女!」（1979年1月10日）
  - 第172話「乙種蹄指紋の謎!」（1980年8月6日） - フェニックス商事・元職員 役
  - 第203話「幼女誘拐・菜の花の匂う女!」（1981年3月25日）
  - 第216話「レスポンスタイム3分58秒!	」（1981年6月24日） - 北川巡査の母 役
  - 第322話「にっぽん縦断泥棒日記!」（1983年7月20日）
  - 第423話「破獄48時間・水色の傘の女!」（1985年7月10日）
- 「江戸の鷹 御用部屋犯科帖」第22話（1978年6月6日）
- 「西部警察」
  - 「西部警察」
    - 第12話「ビッグバッド・ママ」（1979年12月30日） - 護送車刑務官 役
    - 第16話「最後の一弾」（1980年1月27日） - 日の出荘管理人 役
    - 第24話「獅子に怒りを!!」（1980年3月23日） - 鈴木英美の母 役
    - 第36話「燃える導火線」（1980年6月15日） - ジュンコの母 役
    - 第42話「ピエロの名演」（1980年8月3日） - 生命保険外交員 役
    - 第59話「残った一発の弾丸」（1980年11月30日） - 恵比須ドヤ管理人 役
    - 第63話「生きていた刑事魂」（1980年12月28日） - 旅館女将 役
    - 第73話「連続射殺魔」（1981年3月8日） - 足立圭子の母 役
    - 第93話「氷点下の激闘」（1981年8月30日） - たばこ屋 役
    - 第102話「兇銃44オート・マグ」（1981年11月1日） - 家政婦 役

  - 「西部警察 PART-II」第35話（1983年2月13日）
- 「江戸の牙」第20話（1980年2月12日） - 女主人 役
- 「鬼平犯科帳」
  - 「鬼平犯科帳'80」第22話（1980年8月26日） - めし屋の女将 役
  - 「鬼平犯科帳'81」第2話（1981年4月21日）
- 土曜ワイド劇場
  - 「女弁護士 朝吹里矢子」第4作（1980年5月31日）
  - 「棟居刑事シリーズ」第2作（1996年11月16日） - 湯沢つた子 役
  - 「車椅子の弁護士・水島威」第2作（1996年12月28日） - 坂崎 役
  - 「お祭り弁護士・澤田吾朗」第2作（2002年1月12日） - 市川マサ 役
  - 「獣医・いかり七緒の殺人診断」（2007年10月27日） - 菊池エリ子 役
- 「文吾捕物帳」第17話（1982年2月9日）
- 「ザ・ハングマン4」第3話（1984年10月5日）
- 「はぐれ刑事純情派」
  - 「はぐれ刑事純情派 第1シリーズ」第17話（1988年7月27日） - 母 役
  - 「はぐれ刑事純情派 第2シリーズ」第6話（1989年5月10日） - 仲間 役
  - 「はぐれ刑事純情派 第5シリーズ」第12話（1992年6月24日） - 近所の人 役
  - 「はぐれ刑事純情派 第6シリーズ」第15話（1993年7月14日） - 母 役
  - 「はぐれ刑事純情派 第9シリーズ」第16話（1996年7月24日）
  - 「はぐれ刑事純情派 第12シリーズ」第21話（1999年8月18日） - 久保セツ 役
  - 「はぐれ刑事純情派 第16シリーズ」第1話（2003年4月2日）
- 「代表取締役刑事」第4話（1990年10月28日）
- 「法医学教室の事件ファイル 第2シリーズ」第5話（1993年7月29日）
- 「大家族ドラマ 嫁の出る幕」第1話（1994年7月14日）
- 「イグアナの娘」第1話（1996年4月15日）
- 「研修医なな子」（1997年10月13日 - 12月8日）
- 「君の手がささやいている」第1作（1997年12月15日）
- 「月下の棋士」第5話（2000年2月14日） - 仲居 役
- 「はみだし刑事情熱系」
  - 「はみだし刑事情熱系 PART5」第6話（2000年11月8日）
  - 「はみだし刑事情熱系 PART6」第10話（2001年12月5日）
- 「OL銭道」第2話（2003年4月18日） - 大家 役
- 「ああ探偵事務所」第3話（2004年7月23日）
- 「ミステリー民俗学者 八雲樹」第5話・第6話（2004年11月12日・11月19日）
- 「7人の女弁護士」第6話（2006年5月18日） - 稲田さん 役
- 「PS羅生門 警視庁東都署」第1話（2006年7月5日）
- 「刑事一代 平塚八兵衛の昭和事件史」第2夜（2009年6月21日） - 小原保の墓を案内する老女 役
- 「コールセンターの恋人」第2話・最終話（2009年7月10日・9月11日） - 大屋タエ 役
- 「エンゼルバンク〜転職代理人」第1話（2010年1月14日）
- 「おみやさん 第7シリーズ」第2話（2010年4月22日） - 高山サキ 役
- 「相棒 season9」第10話（2011年1月1日） - 江上初子 役

#### テレビ東京
- 「大江戸捜査網 第3シリーズ」
  - 第43話「過去を秘めた謎の女」（1974年7月13日）
  - 第132話「殺しの陰謀」（1976年3月27日）
  - 第141話「牢破り無情」（1976年5月29日）
  - 第154話「逆転父と娘の絆」（1976年8月28日）
  - 第170話「危機一髪 殺しの切札」（1977年1月8日）
  - 第171話「傷だらけの同心魂」（1977年1月15日）
  - 第191話「必死の子連れ逃亡者」（1977年6月4日）
  - 第204話「鉄火芸者涙の勇み肌」（1977年10月1日）
  - 第211話「明日なき殺しの報酬」（1977年11月19日）
  - 第215話「罪なき父娘の絶唱」（1977年12月17日）
  - 第225話「屈辱に耐えた夫婦の絆」（1978年3月4日）
  - 第227話「大雪原の決闘!」（1978年3月18日）
  - 第240話「姉妹芸者 涙の仇討ち」（1978年6月17日）
  - 第248話「怪談 涙の灯籠流し」（1978年8月12日）
  - 第254話「嘘八百に賭けた夢」（1978年9月23日）
  - 第264話「高利貸し百一文の陰謀」（1978年12月2日）
  - 第269話「女掏摸 初春に翔ぶ」（1979年1月6日）
  - 第281話「純愛に賭けた色事師」（1979年3月31日）
  - 第295話「鉄火芸者 涙の情け肌」（1979年7月7日）
  - 第349話「美女誘拐 蛍火の罠」（1980年8月2日）
  - 第357話「人情 男涙の恩返し」（1980年9月27日）
  - 第365話「汚れた顔の天使達」（1980年11月22日）
  - 第373話「美人絵に秘めた女地獄の謎」（1981年1月24日）
  - 第417話「にせ小判 一万両」（1981年11月28日）
  - 第426話「秘伝七ヶ條を追う女武芸者」（1982年2月6日）
  - 第494話「告白! 若妻が秘めた不倫の子」（1983年6月4日）
- 「女無宿人 半身のお紺」第10話（1991年3月10日）
- 「貯まる女」第6話（2000年2月16日）
- 女と愛とミステリー
  - 「多摩南署たたき上げ刑事・近松丙吉」第3作（2003年11月26日）
  - 「猪熊夫婦の駐在日誌」第2作（2005年3月23日） - 家主 役
- 「怨み屋本舗」第7話・第11話・最終話（2006年8月25日・9月22日・9月29日） - 吉村珠子 役
- 「だめんず・うぉ〜か〜」第2話（2006年10月19日）

#### WOWOW
- 「藤子・F・不二雄のパラレル・スペース」第5話（2008年11月28日）

### 配信ドラマ
- 「性病先生」（2006年3月20日、GYAO!） - 愛川紀代 役

### 特撮
- スーパー戦隊シリーズ（テレビ朝日）
  - 「秘密戦隊ゴレンジャー」第77話（1977年1月22日） - 太田典子の母 役
  - 「鳥人戦隊ジェットマン」第27話（1991年8月16日） - 老婆 役
  - 「爆竜戦隊アバレンジャー」第10話（2003年4月20日） - 老婆 役
- 「がんばれ!!ロボコン」第118話（1977年3月25日、NET）- 公園の主婦
- 「透明ドリちゃん」第12話（1978年3月25日、テレビ朝日） - 料理店店主の妻 役
- メタルヒーローシリーズ「重甲ビーファイター」第37話（1995年10月22日、テレビ朝日） - 老婆 役
- 仮面ライダーシリーズ「仮面ライダー響鬼」第7話・第8話（2005年3月13日・3月20日、テレビ朝日） - 老婆 役[4]
- 「大魔神カノン」第1話 - 第4話・第6話 - 第8話・第24話・最終話（2010年4月2日 - 4月23日・5月7日 - 5月21日・9月17日・10月1日、テレビ東京） - カノンの祖母 役[5]

### CM
- NTT東日本（あたりまえをもっと、ずっと）
- ピザーラ（ズワイガニ編）

## その他
- 「大江戸捜査網 第3シリーズ」第213話・第279話（1977年12月3日・1979年3月17日、テレビ東京） - 三味線指導